# Кавенчин (Єнджейовський повіт)
Кавенчин (пол. Kawęczyn) — село в Польщі, у гміні Імельно Єнджейовського повіту Свентокшиського воєводства.
Населення — 57 осіб (2011).
У 1975-1998 роках село належало до Келецького воєводства.

## Демографія
Демографічна структура на день 31 березня 2011 року:
|          | Загалом | Допрацездатний вік | Працездатний вік | Постпрацездатний вік |
| -------- | ------- | ------------------ | ---------------- | -------------------- |
| Чоловіки | 25      | 2                  | 17               | 6                    |
| Жінки    | 32      | 5                  | 18               | 9                    |
| Разом    | 57      | 7                  | 35               | 15                   |